# Liptenara batesi
Liptenara batesi är en fjärilsart som beskrevs av Bethune-Baker '. Liptenara batesi ingår i släktet Liptenara och familjen juvelvingar. Inga underarter finns listade i Catalogue of Life.